# Sadoveț, Plevna
Sadoveț (în bulgară Садовец) este un sat în comuna Dolni Dăbnik, regiunea Plevna,  Bulgaria. 

## Demografie
Componența etnică a satului Sadoveț
     Turci (5,77%)
     Bulgari (74,05%)
     Romi (5,6%)
     Nicio identificare (14,01%)
     Altele (0,54%)
La recensământul din 2011, populația satului Sadoveț era de 1.819 locuitori. Din punct de vedere etnic, majoritatea locuitorilor (74,05%) erau bulgari, existând și minorități de turci (5,77%) și romi (5,6%). Pentru 14,01% din locuitori nu este cunoscută apartenența etnică.